# 蒙古平腹蛛
蒙古平腹蛛（学名：Gnaphosa mongolica）为平腹蛛科平腹蛛属的动物。在中国大陆，分布于新疆等地。种名mongolica意为蒙古的。该物种的模式产地在蒙古。